# ABT-670
ABT-670是一种含氮有机化合物，化学式C19H23N3O2，能作为多巴胺受体D4的激动剂，为治疗勃起功能障碍研发。
它可以2-(4-哌啶基)吡啶-N-氧化物盐酸盐、3-甲基苯甲酰胺和甲醛为原料合成得到。